# Salaria
Salaria is een geslacht van straalvinnige vissen uit de familie van naakte slijmvissen (Blenniidae).

## Soorten[1]
- Salaria atlantica Doadrio, Perea & Yahyaoui, 2011
- Salaria basilisca (Valenciennes, 1836)
- Salaria economidisi Kottelat, 2004
- Salaria fluviatilis (Asso, 1801)
- Salaria pavo (A. Risso, 1810)